# فنارت
فنارت هي قرية في مقاطعة أصفهان، إيران. عدد سكان هذه القرية هو 2,023 في سنة 2006.